# قبة الخضر
قبة الخضر هي أحد قباب الحرم القدسي الشريف ببلدة القدس القديمة. يعود تاريخ تشييدها إلى القرن السادس عشر ميلادي الموافق للقرن العاشر هجري خلال عهد الدولة العثماني، نسبة إلى زاوية الخضر التي تقع تحت القُبّة وتخليداً لذكرى الخضر عليه السلام. تقع القبة في الركن الشمالي الغربي الأقصى من قبة الصخرة بالقرب من قبة الأرواح، حيث تعد بمثابة نصب رمزي وليس ديني.

## تاريخها
يزعم أن القبة بنيت في المكان الذي يعتقد فيه بعض المسلمين أنَّ الخضر (عليه السلام) اعتاد أن يؤم ويصلى فيه. واستدل على ذلك لقوله تعالى في الآيات 65-82 من سورة الكهف ﴿فَوَجَدَا عَبْدًا مِنْ عِبَادِنَا آتَيْنَاهُ رَحْمَةً مِنْ عِنْدِنَا وَعَلَّمْنَاهُ مِنْ لَدُنَّا عِلْمًا ۝٦٥﴾ [الكهف:65](1). ومع ذلك، لا توجد مصادر تؤكد هذا المكان بعينه.
يشاع أن قبة الخضر قد بنيت على أنقاض مبنى عثماني سابق استخدم زاوية دينية للعبادة عرفت بزاوية الخضر، فيما يوجد بأسفلها غرفة كانت تستعمل كمخزنا لحاصلات المسجد الأقصى، لازالت تستعمل حتى الوقت الحاضر مخزنًا لمستودعات المسجد.

## الوصف
تتميز القبة بصغر حجمها مقارنة بالقباب الأخرى المحيطة بالمنطقة ورغم ذلك تحافظ القبة على منظرها الجميل وهيكلها السداسي المدعوم بستة أعمدة رخامية رمادية اللون، فوقها ستة عقود حجرية مدببة. يوجد بداخل القبة كوة مبنية من الحجر الأحمر على شكل محراب يمثل اتجاه القبلة.

## معرض الصور

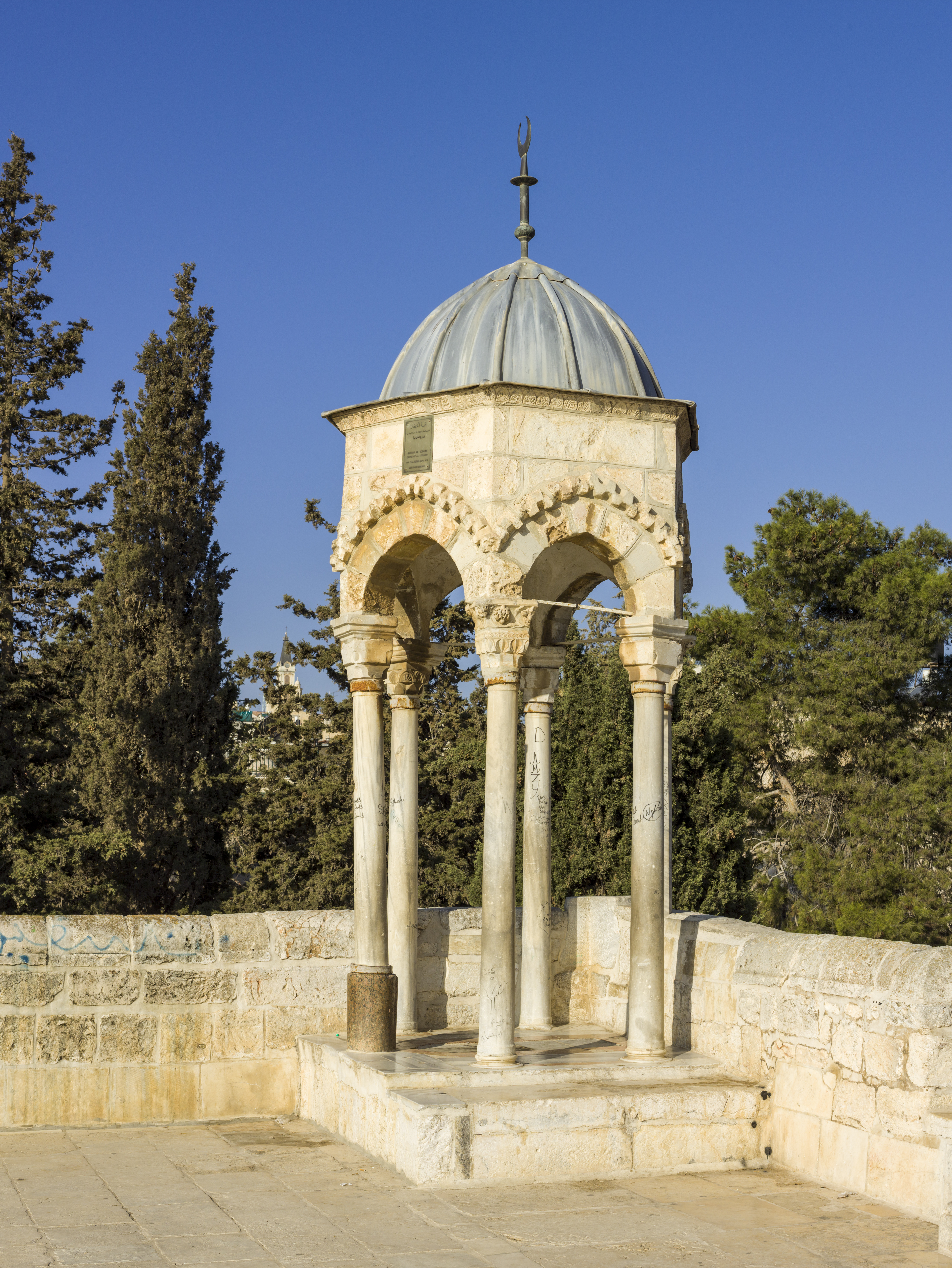
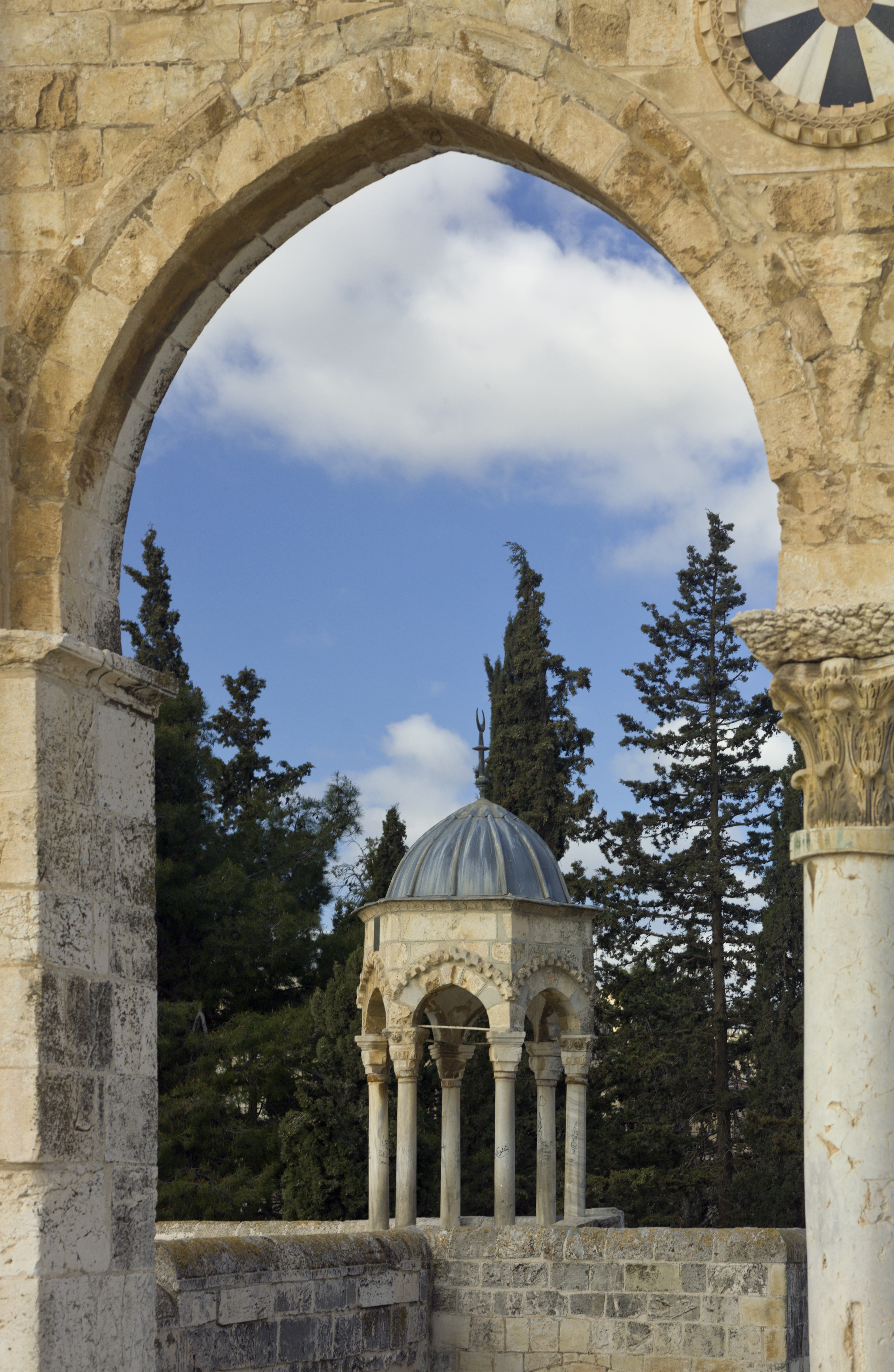
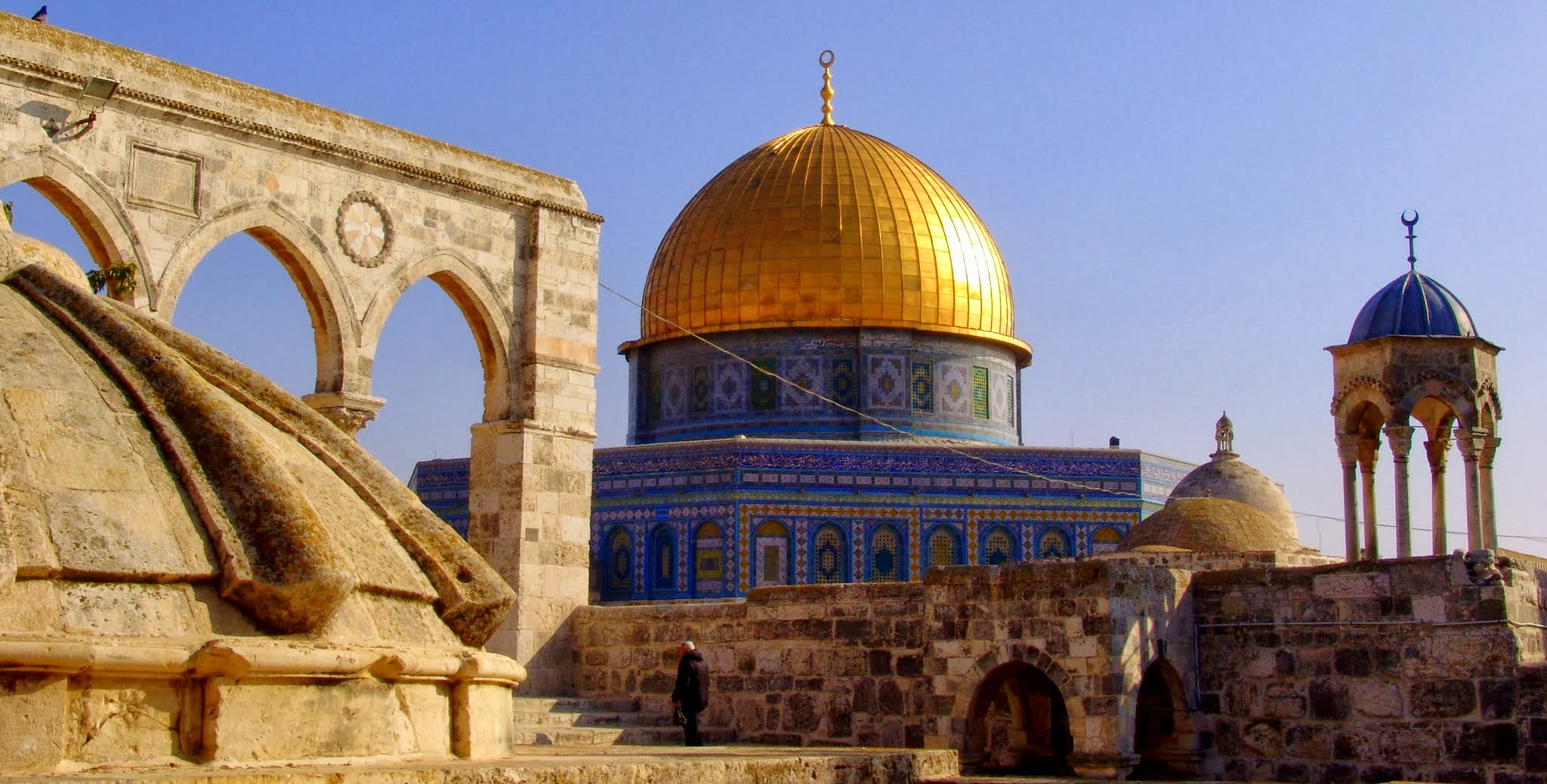
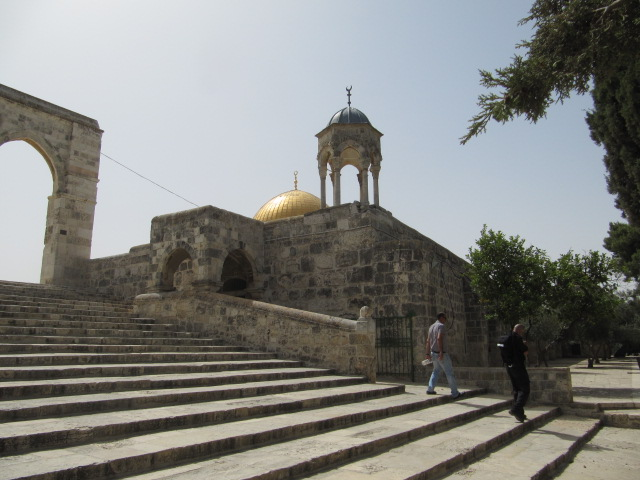
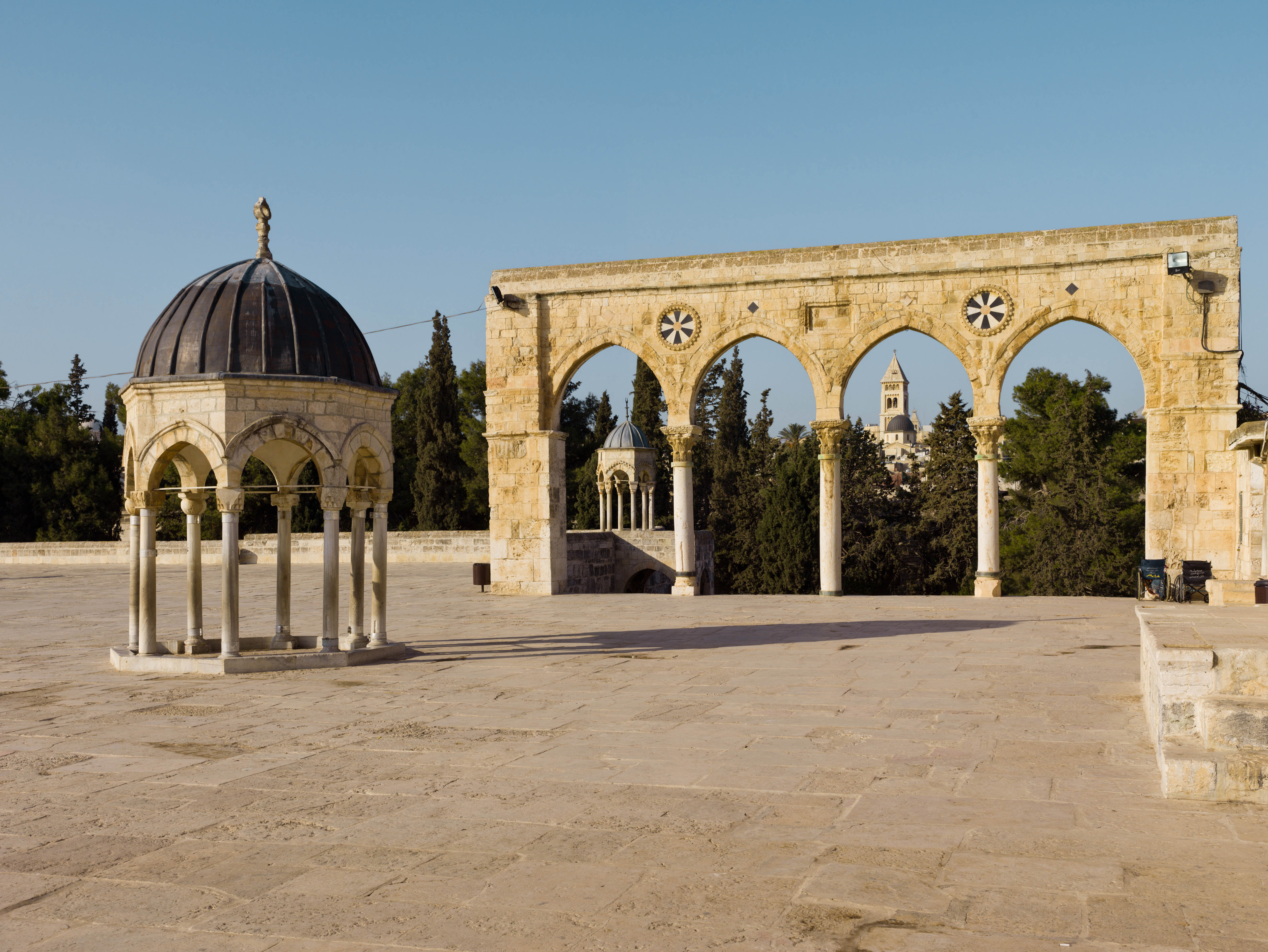
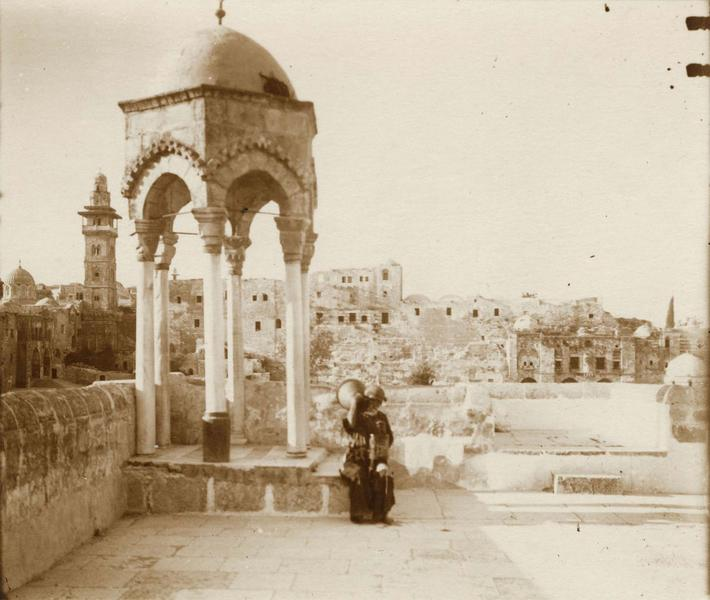
قبة الخضر 1918

## روابط خارجية
- إدارة أوقاف القدس